# فانزغو
فانزغو (بالإيطالية: Vanzago)‏ هي كومونا تقع في إيطاليا في مقاطعة ميلانو. يقدر عدد سكانها بـ 7,615 نسمة ومساحتها 6.2 كم2 وترتفع عن سطح البحر 154 متر.

## السكان
في سنة 1861 بلغ عدد السكان 1٬492 نسمة، وتطور العدد ليصل في سنة 2011 لـ 8٬914 نسمة.
يظهر هذا المخطط البياني تطور النمو السكاني لـ فانزغو